# Электра (Marvel Comics)
Эле́ктра Начиос (англ. Elektra Natchios), обычно называемая лишь по имени Электра — героиня (хотя в прошлом к ней были применимы определения суперзлодейка и антигероиня) комиксов компании Marvel. Она была создана Фрэнком Миллером и впервые появилась в комиксе о Сорвиголове Daredevil #168 в январе 1981 года.
Электра — куноити и наёмная убийца, традиционно использующая в качестве оружия два сая. Она — гречанка по происхождению и своё имя получила от Электры, героини греческих трагедий, дочери Агамемнона и Клитемнестры.
Дженнифер Гарнер исполнила роль Электры в фильмах «Сорвиголова» (2003) и «Электра» (2005), а также повторила эту роль в фильме «Дэдпул и Росомаха» (2024). Элоди Юнг сыграла Электру в телесериалах Кинематографической вселенной Marvel «Сорвиголова» и «Защитники».

## Собственные серии комиксов
Электре посвящено несколько серий комиксов: 2 продолжительные и 10 коротких.
- Elektra Saga (1983) #1-4 (серия была собрана из раннее издававшегося материала)
- Elektra: Assassin (1986) #1-8
- Elektra Lives Again (1990) #1 (графический роман Epic Comics)
- Elektra: Root of Evil (1995) #1-4
- Elektra Megazine (1996) #1-2 (переиздание)
- Elektra (серия 1996 года) #1-19
- Elektra (серия 2001 года) #1-35 (Marvel Knights)
- Wolverine & Elektra: The Redeemer (2002) #1-3
- Ultimate Daredevil and Elektra (2002) #1-4
- Elektra: Glimpse & Echo (2002) #1-4
- Elektra: The Hand (2004) #1-5
- Ultimate Elektra (2004) #1-5
- Elektra (серия 2014) #1-11
- Elektra (серия 2017) #1-5

## Биография
Электра Начиос, дочь греческого посла, будучи подростком, изучала боевые искусства. Находясь в США с отцом, она начала исследования в области политологии в Колумбийском университете Нью-Йорка. Там она познакомилась с другим студентом, Мэттью Мёрдоком, который позже станет Сорвиголовой. Мёрдок открыл ей, что он обладает сверхчеловеческим чутьём, компенсирующим слепоту, и они полюбили друг друга. Год спустя Электра и её отец были взяты в заложники террористами в здании на территории университета. Используя платок в качестве маски, Мёрдок с помощью Электры победил террористов. Тем не менее, полицейские приняли отца Электры за одного из террористов и застрелили его. Эмоционально разбитая Электра решила, что она больше не верит в закон и хочет уйти от мира. Героиня покинула Америку и Мёрдока.
Она уехала изучать боевые искусства в Японии, где вскоре примкнула к тайной организации боевых искусств, возглавляемой Стиком, который также был сэнсэем у Мёрдока. Электра провела там год и значительно развила свои навыки в боевых искусствах. Но Стик попросил её выйти из группы, потому что её по-прежнему переполняет боль от смерти отца и она испытывает ненависть к миру. Электра уходит к своему старому сэнсэю.
Будучи преисполненной решимости проявить себя, Электра проникает в Руку, секретную организацию ниндзя, преданных убийству и господству через страх. Она намеревалась подорвать их деятельность, но вместо этого Рука обманом вынуждает её убить своего сэнсэя. Электра служила Руке некоторое время, но воспротивилась ей и бежала из Японии.
Электра провела годы, работая охотницей за головами и наёмной убийцей. Во время работы в Нью-Йорке её пути пересеклись с Сорвиголовой, который, как она обнаружила, был Мэттом Мёрдоком, её старой любовью. Сорвиголова был категорически против её деятельности, но они по-прежнему любили друг друга. Они вместе сражались против Руки, но затем Электра была нанята Уилсоном Фиском. В этой роли она боролась с Сорвиголовой, ей было приказано убить лучшего друга Мэтта и его партнёра Франклина «Фогги» Нельсона. Тем не менее, она не смогла пойти на убийство, когда Фогги узнал её «Электру, девушку Мэтта». Вскоре после этого она боролась и была убита Меченным, который стремился восстановить своё прежнее положение у Кингпина. Электра умерла на руках Мэтта Мёрдока, казалось бы, навсегда.
В конце концов Электра была воскрешена членом ордена Стика Стоуном, хотя процесс был инициирован Рукой, и она снова стала наёмной убийцей. На протяжении многих лет она скрывала от Мёрдока, что жива, хотя их пути пересекались несколько раз, поскольку Электра помогала ему в экстренных случаях. Несмотря на то что она долго пыталась избежать тёмного влияния Руки, в конце концов, Электра становится лидером этой организации. Именно в это время она была заменена Скруллом и вернулась только после их Тайного вторжения, сорванного героями Земли.

## Версия Ultimate
Электра начинала карьеру студенткой университета, изучающей боевые искусства и являющейся фанаткой Брюса Ли. Её мать умерла от рака груди, а отец пытался зарабатывать деньги в прачечной. Она была простой и милой девушкой, готовой ради близких пойти на что угодно, даже на убийство. В университете её преследовал студент Трей Лангстром вплоть до того момента, как она начала давать отпор. Он ответил ей, разрушив прачечную её отца, а Электра в ответ ранила его и заставила признаться в содеянном. В сюжете Электра встречалась Мэттом Мёрдоком, также у неё был роман с его альтер эго. Но рассталась с ним, после того как узнаёт, что Сорвиголова и есть Мэтт Мёрдок.
Электра обратилась к своим кузенам-бандитам, чтобы финансово помочь отцу. Она выследила их бухгалтера, который угрожал сдать их, и вернула доказательства прежде, чем Меченый убил его. В следующий раз она стала работать убийцей на злодея Кингпина. Тогда она перестала быть той доброй девушкой. Во время сражений с Чёрной Кошкой, Человеком-Пауком, Твердолобом и Лунным Рыцарем последний ударил ей в голову полумесячным лезвием, не дав ей убить Чёрную Кошку, позже Чёрная Кошка выкинула её тело из окна. Но выяснилось, что Электра была в коме.

## Способности и оружие
Электра является спортсменкой и гимнасткой олимпийского уровня, обладающей силой, скоростью, ловкостью, рефлексами и выносливостью на вершине человеческого развития. Она является прекрасным мастером боевых искусств.
Основным оружием Электры являются два сая, длинных кинжала с тонкими острыми лезвиями и двумя зубцами по бокам. Электра может использовать это оружие как режущее, для ударов, также может выбросить их с убийственной точностью. Она владеет катаной, боевым посохом и другими видами оружия.

## Электра вне комиксов

### Фильмы

Дженнифер Гарнер в роли Электры

- В фильме «Сорвиголова» 2003 года Электра Начиос, роль которой исполнила Дженнифер Гарнер, была возлюбленной Мэттью Мёрдока (Сорвиголовы). Её отец был убит Меченым, который подставил в этом убийстве Сорвиголову. Электра занималась карате и обучалась обращению с саями, собираясь отомстить Сорвиголове. В бою с ним Электра пригвоздила Сорвиголову саем к стене, но прежде, чем убить его, захотела увидеть его лицо. Сняв с него маску, она к своему удивлению обнаружила под ней Мэтта Мёрдока. После этого она узнала, что Меченый является убийцей её отца. Электра сражалась с ним, но Меченый нанёс ей смертельное ранение, и она умерла на руках Сорвиголовы.
- В 2005 году на экраны вышел фильм «Электра», который являлся продолжением «Сорвиголовы». В нём Электру после её смерти воскресил старик по имени Стик и обучил боевым искусствам «Пути Камогури»: способность контролировать время, будущее, жизнь и смерть. Чтобы защитить девочку Эбби и её отца, Электра вступила в борьбу с организацией под названием «Рука». В последней битве она узнала, что лидер «Руки» — тот человек, который убил её мать. Узнав об этом, Электра пронзила его сердце одним из своих саев и столкнула его в колодец.
- Дженнифер Гарнер вновь исполнила роль Электры в фильме «Дэдпул и Росомаха» (2024)[1].

### Киновселенная Marvel

Элоди Юнг в роли Электры в сериале «Сорвиголова»

- В 2016 году на Netflix вышел второй сезон сериала «Сорвиголова», где одним из главных героев выступила Электра Начиос в исполнении Элоди Юнг. Она кратко упоминалась в первом сезоне, в сцене Мэтта Мёрдока в колледже. Во втором сезоне она возвращается в Нью-Йорк, чтобы Мэтт помог ей разобраться с преступной организацией «Рука». Было показано, что она, будучи ребёнком, воспитывалась Стиком и обучалась боевым искусствам, пока не была признана слишком опасной. Стик отдаёт её в семью посла Греции, чтобы держать в безопасности. Позже она была отправлена Стиком манипулировать Мэтью Мёрдоком, но заканчивается тем, что она влюбляется в Мэтта. Они расстаются, когда Электра заходит слишком далеко, захватив человека, убившего отца Мэтта, и давая Мёрдоку возможность убить его, что Мэтт отказывается делать. В основное время действия сезона Мэтт пытается убедить её, что она не принадлежит к войне Стика и может жить своей жизнью. Один из ниндзя отследил местоположение дома Мэтта и нападает на него, стреляя в него отравленными стрелами и после этого пойдя в рукопашную; Мэтту удалось одолеть ниндзя и связать. Оказалось, что этот ниндзя является подростком, но позже Электра перерезает горло молодому ниндзя «Руки», говоря, что он представляет опасность. После такого поступка Мэтт выгоняет Электру. В аэропорту Электра, пытаясь улететь из Нью-Йорка, подвергается нападению одного из убийц, но убивает его сама. Перед убийством она узнаёт, что убийцу нанял Стик. Затем Электра находит самого Стика, чтобы отомстить, но Сорвиголова останавливает её. Во время их противостояния появляются ниндзя Руки и похищают Стика. Когда они приходят спасти его, то узнают, что Электра была предназначена, чтобы быть лидером Руки, известной как «Чёрное небо», но Мэтт убеждает её, что она может выбрать свой собственный путь, и они сбегают. Они противостоят Нобу и его ниндзя на крыше в финальной битве, где Электра жертвует своей жизнью, чтобы спасти Мэтта. После похорон её могила была выкопана «Рукой», а её тело помещают в большой контейнер, оставив её судьбу неизвестной.
- В 2017 году на Netflix вышел сериал «Защитники», где Электру воскрешает клан «Рука» для использования в своих целях. При воскрешении у Электры пропадает память и её называют «Чёрное небо».

### Видеоигры
- Электра выступает первым боссом игры «Daredevil» 2003 года по мотивам одноимённого фильма.
- Электра в числе других известных героев комиксов Marvel является одним из игровых персонажей в игре «Marvel Nemesis: Rise of the Imperfects» от Electronic Arts.
- Электра также входит в число игровых персонажей в игре «Marvel: Ultimate Alliance» от Activision. Хотя в этой игре она не отличается высокой силой, её превосходная скорость (лучшая среди игровых персонажей) и смертоносные атаки саями компенсируют этот недостаток.
- В игре «Marvel Heroes» Электра является суперзлодейкой.
- В мобильной игре «Marvel: Future Fight» Электра является играбельным персонажем.
- В игре «LEGO Marvel Super Heroes» Электра является боссом, а также одним из играбельных персонажей.
- В мобильной игре «Marvel: Contest of Champions» Электра является играбельным персонажем.
- В игре LEGO Marvel Super Heroes 2 можно поиграть за нуар-версию Электры.